# Si Bon
Si Bon (pers. سي بن) – wieś w Iranie, w ostanie Mazandaran. W 2006 roku miejscowość liczyła 350 mieszkańców w 82 rodzinach.